# Unterseeboot 1201
L'Unterseeboot 1201 ou U-1201 est un sous-marin allemand (U-Boot) de type VIIC utilisé par la Kriegsmarine pendant la Seconde Guerre mondiale.
Le sous-marin est commandé le 14 octobre 1941 à Danzig (Schichau-Werke), sa quille posée le 18 avril 1943, il est lancé le 4 novembre 1943 et mis en service le 13 janvier 1944, sous le commandement de l'Oberleutnant zur See Eberhard Ebert.
L'U-1201 n'a ni coulé ni endommagé de navire, n'ayant effectué aucune patrouille de guerre.
Il se saborde en mai 1945.

## Conception
Unterseeboot type VII, l'U-1201 avait un déplacement de 769 tonnes en surface et 871 tonnes en plongée. Il avait une longueur totale de 67,10 m, un maître-bau de 6,20 m, une hauteur de 9,60 m, un tirant d'eau de 4,74 m et un tirant d'air de 4,86 m. Le sous-marin était propulsé par deux hélices de 1,23 m, deux moteurs diesel Germaniawerft M6V 40/46 de 6 cylindres en ligne de 1 400 ch à 470 tr/min, produisant un total de 2 060 à 2 350 kW en surface et de deux moteurs électriques Allgemeine Elektricitäts-Gesellschaft 460/8-276 de 375 ch à 295 tr/min, produisant un total 550 kW, en plongée. Le sous-marin avait une vitesse en surface de 17,7 nœuds (32,8 km/h) et une vitesse de 7,6 nœuds (14,1 km/h) en plongée. Immergé, il avait un rayon d'action de 93 nautiques (150 km) à 4 nœuds (7,4 km/h; 4,6 milles par heure) et pouvait atteindre une profondeur de 230 m. En surface son rayon d'action était de 9 426 nautiques (soit 15 170 km) à 10 nœuds (19 km/h).
L'U-1201 était équipé de cinq tubes lance-torpilles de 53,3 cm (quatre montés à l'avant et un à l'arrière) et embarquait quatorze torpilles. Il était équipé d'un canon de 8,8 cm SK C/35 (220 coups), d'un canon de 20 mm Flak C30 en affût antiaérien et d'un canon 37 mm Flak M/42 qui tire à 15 350 mètres avec une cadence théorique de 50 coups par minute. Il pouvait transporter 26 mines Torpedomine A ou 39 mines Torpedomine B. Son équipage comprenait 4 officiers et 44 à 56 sous-mariniers.

## Historique
Il est en phase d'entraînement à la 8. Unterseebootsflottille basée à Dantzig jusqu'au 30 juin 1944. Il intègre la 21. Unterseebootsflottille comme navire-école à Pillau jusqu'au 28 février 1945 puis la 31. Unterseebootsflottille comme sous-marin d’entraînement à Hambourg. 
Servant de navire de formation pour les équipages, l'U-1201 n'a jamais participé à une patrouille ni à un combat.
Le 3 mai 1945, il est sabordé à Hambourg à la position géographique 53° 32′ 33″ N, 9° 51′ 28″ O, après avoir été gravement endommagé par des bombes lors d'un raid aérien américain du 8th Air Force le 11 mars 1945.

## Affectations
- 8. Unterseebootsflottille du 13 janvier 1944 au 30 juin 1944 (Période de formation).
- 21. Unterseebootsflottille du 1er juillet 1944 au 28 février 1945 (Navire-école).
- 31. Unterseebootsflottille du 1er mars 1945 au 3 mai 1945 (Période de formation).

## Commandement
- Oberleutnant zur See Eberhard Ebert du 13 janvier 1944 au 1er juillet 1944.
- Oberleutnant zur See Kurt Ahlers du 2 juillet 1944 au 13 octobre 1944.
- Oberleutnant zur See Reinhold Merkle du 14 octobre 1944 au 3 mai 1945.